# Vostokovella
Vostokovella es un género de foraminífero bentónico de la subfamilia Ammovertellininae, de la familia Ammodiscidae, de la superfamilia Ammodiscoidea, del suborden Ammodiscina y del orden Astrorhizida. Su especie-tipo es Vostokovella neivaensis. Su rango cronoestratigráfico abarca el Viseense inferior (Carbonífero inferior).

## Discusión
Clasificaciones previas incluían Vostokovella en el suborden Textulariina del orden Textulariida.

## Clasificación
Vostokovella incluye a la siguiente especie:
- Vostokovella neivaensis †